# Sprintvärldsmästerskapen i kanotsport 2018
Sprintvärldsmästerskapen och paravärldsmästerskapen i kanotsport 2018 avgjordes i Montemor-o-Velho i Portugal mellan den 22 och 26 augusti 2018.

## Förklaring av grenarna
I VM tävlade man antingen i kanadensare (C), en öppen kanot med en enbladig paddel, eller i kajak (K), en täckt kanot med en paddel som har två blad. Varje kanot eller kajak kan innehålla en person (1), två personer (2) eller fyra personer (4). De olika distanserna i tävlingen var på 200, 500, 1000 eller 5000 meter. Till exempel om en tävling står listad som "K-2 500m", betyder det att två personer tävlar i en kajak på distansen 500 meter.
I parakanot tävlades det i antingen va'a (V) eller kajak.

## Resultat och medaljörer

### Medaljtabell
| Nr                   | Nation               | Guld | Silver | Brons | Totalt |
| -------------------- | -------------------- | ---- | ------ | ----- | ------ |
| 1                    | Tyskland             | 7    | 4      | 2     | 13     |
| 2                    | Ungern               | 6    | 1      | 2     | 9      |
| 3                    | Ryssland             | 3    | 3      | 5     | 11     |
| 4                    | Belarus              | 3    | 2      | 3     | 8      |
| 5                    | Kanada               | 3    | 0      | 1     | 4      |
| 6                    | Brasilien            | 2    | 0      | 1     | 3      |
| 7                    | Portugal             | 2    | 0      | 0     | 2      |
| 8                    | Nya Zeeland          | 1    | 4      | 0     | 5      |
| 9                    | Spanien              | 1    | 3      | 2     | 6      |
| 10                   | Tjeckien             | 1    | 1      | 2     | 4      |
| 11                   | Storbritannien       | 1    | 1      | 0     | 2      |
| 12                   | Polen                | 0    | 3      | 3     | 6      |
| 13                   | Danmark              | 0    | 2      | 0     | 2      |
| 13                   | Kuba                 | 0    | 2      | 0     | 2      |
| 15                   | Litauen              | 0    | 1      | 2     | 3      |
| 15                   | Serbien              | 0    | 1      | 2     | 3      |
| 17                   | Ukraina              | 0    | 1      | 1     | 2      |
| 18                   | Slovakien            | 0    | 1      | 0     | 1      |
| 19                   | Chile                | 0    | 0      | 1     | 1      |
| 19                   | Irland               | 0    | 0      | 1     | 1      |
| 19                   | Italien              | 0    | 0      | 1     | 1      |
| 19                   | Sverige              | 0    | 0      | 1     | 1      |
| 19                   | Sydafrika            | 0    | 0      | 1     | 1      |
| Totalt (23 nationer) | Totalt (23 nationer) | 30   | 30     | 31    | 91     |

### Herrar
Icke-olympiska klasser

#### Kanot
| Gren       | Guld                                                             | Guld      | Silver                                                              | Silver    | Brons                                                                  | Brons     |
| C–1 200 m  | Artsem Kozyr Belarus                                             | 39,810    | Ivan Shtyl Ryssland                                                 | 39,970    | Henrikas Žustautas Litauen                                             | 40,043    |
| C–1 500 m  | Isaquias Queiroz Brasilien                                       | 1.49,203  | Sebastian Brendel Tyskland                                          | 1.49,496  | Martin Fuksa Tjeckien                                                  | 1.50,143  |
| C–1 1000 m | Sebastian Brendel Tyskland                                       | 3.48,390  | Martin Fuksa Tjeckien                                               | 3.49,625  | Isaquias Queiroz Brasilien                                             | 3.50,190  |
| C–1 5000 m | Sebastian Brendel Tyskland                                       | 23.40,857 | Fernando Jorge Kuba                                                 | 23.46,646 | Kirill Shamshurin Ryssland                                             | 24.09,504 |
| C–2 200 m  | Belarus Hleb Saladukha Dzianis Makhlai                           | 37,646    | Polen Arsen Śliwiński Michał Łubniewski                             | 37,816    | Ryssland Alexander Kovalenko Ivan Shtyl                                | 37,993    |
| C–2 500 m  | Brasilien Isaquias Queiroz Erlon Silva                           | 1.40,043  | Ryssland Viktor Melantev Vladislav Chebotar                         | 1.41,590  | Polen Arsen Śliwiński Michał Łubniewski                                | 1.41,787  |
| C–2 1000 m | Tyskland Yul Oeltze Peter Kretschmer                             | 3.38,207  | Kuba Serguey Torres Fernando Jorge                                  | 3.39,462  | Ryssland Kirill Shamshurin Ilya Pervukhin                              | 3.40,647  |
| C–4 500 m  | Ryssland Pavel Petrov Viktor Melantyev Mikhail Pavlov Ivan Shtyl | 1.35,606  | Ukraina Yurii Vandiuk Oleh Borovyk Andrii Rybachok Eduard Shemetylo | 1.36,726  | Italien Daniele Santini Sergiu Craciun Nicolae Craciun Luca Incollingo | 1.37,196  |

#### Kajak
| Gren       | Guld                                                                | Guld      | Silver                                                           | Silver    | Brons                                                         | Brons     |
| K–1 200 m  | Carlos Garrote Spanien                                              | 35,259    | Artūras Seja Litauen                                             | 35,366    | Evgenii Lukantsov Ryssland                                    | 35,512    |
| K–1 500 m  | Josef Dostál Tjeckien                                               | 1.37,905  | Tom Liebscher Tyskland                                           | 1.38,912  | Bence Nádas Ungern                                            | 1.39,516  |
| K–1 1000 m | Fernando Pimenta Portugal                                           | 3.27,666  | Max Rendschmidt Tyskland                                         | 3.28,391  | Josef Dostál Tjeckien                                         | 3.29,177  |
| K–1 5000 m | Fernando Pimenta Portugal                                           | 21.42,196 | René Holten Poulsen Danmark                                      | 21.43,723 | Javier Hernanz Spanien                                        | 21.46,565 |
| K–2 200 m  | Ungern Márk Balaska Balázs Birkás                                   | 31,873    | Spanien Saúl Craviotto Cristian Toro                             | 32,133    | Serbien Nebojša Grujić Marko Novaković                        | 32,156    |
| K–2 500 m  | Ryssland Artem Kuzakhmetov Vladislav Blintsov                       | 1.30,666  | Serbien Stefan Vekić Vladimir Torubarov                          | 1.30,953  | Litauen Ričardas Nekriošius Andrej Olijnik                    | 1.31,449  |
| K–2 1000 m | Tyskland Max Hoff Marcus Gross                                      | 3.15,797  | Spanien Francisco Cubelos Íñigo Peña                             | 3.16,617  | Serbien Marko Tomićević Milenko Zorić                         | 3.17,407  |
| K–4 500 m  | Tyskland Max Rendschmidt Tom Liebscher Ronald Rauhe Max Lemke       | 1.20,056  | Spanien Saúl Craviotto Marcus Walz Cristian Toro Rodrigo Germade | 1.20,423  | Ungern Sándor Tótka Péter Molnár Miklós Dudás István Kuli     | 1.21,480  |
| K–4 1000 m | Tyskland Tamás Gecső Jakob Thordsen Jacob Schopf Lukas Reuschenbach | 2.57,947  | Slovakien Samuel Baláž Juraj Tarr Erik Vlček Gábor Jakubík       | 2.58,914  | Spanien Francisco Cubelos Rubén Millán Pelayo Roza Íñigo Peña | 2.59,341  |

### Damer
Icke-olympiska klasser

#### Kanot
| Gren       | Guld                                           | Guld      | Silver                                    | Silver    | Brons                                     | Brons     |
| C–1 200 m  | Laurence Vincent-Lapointe Kanada               | 45,567    | Olesia Romasenko Ryssland                 | 46,242    | Dorota Borowska Polen                     | 46,812    |
| C–1 200 m  | Laurence Vincent-Lapointe Kanada               | 45,567    | Olesia Romasenko Ryssland                 | 46,242    | Alena Nazdrova Belarus                    | 46,812    |
| C–1 500 m  | Kseniia Kurach Ryssland                        | 2.10,991  | Alena Nazdrova Belarus                    | 2.11,631  | Katie Vincent Kanada                      | 2.12,148  |
| C–1 5000 m | Laurence Vincent-Lapointe Kanada               | 27.43,020 | Annika Loske Tyskland                     | 27.52,541 | María Mailliard Chile                     | 27.59,547 |
| C–2 200 m  | Belarus Alena Nazdrova Kamila Bobr             | 45,234    | Polen Sylwia Szczerbińska Dorota Borowska | 46,158    | Ryssland Kseniia Kurach Olesya Nikiforova | 46,668    |
| C–2 500 m  | Kanada Laurence Vincent-Lapointe Katie Vincent | 1.56,395  | Ungern Virág Balla Kincső Takács          | 1.58,632  | Belarus Nadzeya Makarchanka Volha Klimava | 2.00,485  |

#### Kajak
| Gren       | Guld                                                         | Guld      | Silver                                                            | Silver    | Brons                                                                       | Brons     |
| K–1 200 m  | Lisa Carrington Nya Zeeland                                  | 38,821    | Emma Jørgensen Danmark                                            | 40,548    | Linnea Stensils Sverige                                                     | 40,585    |
| K–1 500 m  | Danuta Kozák Ungern                                          | 1.47,254  | Lisa Carrington Nya Zeeland                                       | 1.47,984  | Volha Khudzenka Belarus                                                     | 1.48,724  |
| K–1 1000 m | Dóra Bodonyi Ungern                                          | 4.02,892  | Lizzie Broughton Storbritannien                                   | 4.03,927  | Bridgitte Hartley Sydafrika                                                 | 4.04,017  |
| K–1 5000 m | Lizzie Broughton Storbritannien                              | 24.01,737 | Maryna Litvinchuk Belarus                                         | 24.12,014 | Jennifer Egan Irland                                                        | 24.15,075 |
| K–2 200 m  | Tyskland Franziska Weber Tina Dietze                         | 37,157    | Nya Zeeland Kayla Imrie Aimee Fisher                              | 37,197    | Ukraina Mariia Kichasova-Skoryk Anastasiya Horlova                          | 37,294    |
| K–2 500 m  | Ungern Anna Kárász Danuta Kozák                              | 1.43,065  | Nya Zeeland Lisa Carrington Caitlin Ryan                          | 1.43,088  | Tyskland Jasmin Fritz Steffi Kriegerstein                                   | 1.45,589  |
| K–2 1000 m | Ungern Tamara Csipes Erika Medveczky                         | 3.39,811  | Polen Paulina Paszek Justyna Iskrzycka                            | 3.43,758  | Tyskland Sarah Brüßler Melanie Gebhardt                                     | 3.45,091  |
| K–4 500 m  | Ungern Anna Kárász Erika Medveczky Danuta Kozák Dóra Bodonyi | 1.33,761  | Nya Zeeland Lisa Carrington Aimee Fisher Kayla Imrie Caitlin Ryan | 1.33,771  | Polen Karolina Naja Helena Wiśniewska Anna Puławska Katarzyna Kołodziejczyk | 1.34,568  |

## Parakanot

### Medaljtabell
| Nr                   | Nation               | Guld | Silver | Brons | Totalt |
| -------------------- | -------------------- | ---- | ------ | ----- | ------ |
| 1                    | Storbritannien       | 2    | 2      | 3     | 7      |
| 2                    | Ukraina              | 2    | 1      | 1     | 4      |
| 3                    | Australien           | 2    | 1      | 0     | 3      |
| 4                    | Brasilien            | 1    | 3      | 1     | 5      |
| 5                    | Italien              | 1    | 1      | 1     | 3      |
| 6                    | Ryssland             | 1    | 0      | 3     | 4      |
| 7                    | Sverige              | 1    | 0      | 0     | 1      |
| 8                    | Nya Zeeland          | 0    | 1      | 0     | 1      |
| 8                    | Ungern               | 0    | 1      | 0     | 1      |
| 10                   | Rumänien             | 0    | 0      | 1     | 1      |
| Totalt (10 nationer) | Totalt (10 nationer) | 10   | 10     | 10    | 30     |

### Resultat och medaljörer
Icke-paralympiska klasser
| Gren          | Guld                             | Guld     | Silver                                       | Silver                                       | Brons                                        | Brons                                        |
| Herrarnas KL1 | Esteban Farias Italien           | 49,796   | Róbert Suba Ungern                           | 50,606                                       | Luis Carlos Cardoso da Silva Brasilien       | 51,376                                       |
| Herrarnas KL2 | Curtis McGrath Australien        | 41,735   | Scott Martlew Nya Zeeland                    | 42,360                                       | Mykola Syniuk Ukraina                        | 43,230                                       |
| Herrarnas KL3 | Serhii Yemelianov Ukraina        | 39,031   | Caio Carvalho Brasilien                      | 39,761                                       | Leonid Krylov Ryssland                       | 40,896                                       |
| Herrarnas VL1 | Peter Happ Tyskland              | 1.18,764 | Robinson Méndez Chile                        | 1.34,300                                     | ingen tilldelad då det endast var 2 tävlande | ingen tilldelad då det endast var 2 tävlande |
| Herrarnas VL2 | Igor Tofalini Brasilien          | 54,316   | Luis Carlos Cardoso da Silva Brasilien       | 54,911                                       | Marius Ciustea Italien                       | 55,246                                       |
| Herrarnas VL3 | Curtis McGrath Australien        | 47,642   | Caio Carvalho Brasilien                      | 48,837                                       | Jack Eyers Storbritannien                    | 49,492                                       |
| Damernas KL1  | Maryna Mazhula Ukraina           | 55,665   | Eleonora de Paolis Italien                   | 56,795                                       | Jeanette Chippington Storbritannien          | 57,050                                       |
| Damernas KL2  | Charlotte Henshaw Storbritannien | 52,627   | Emma Wiggs Storbritannien                    | 53,402                                       | Nadezda Andreeva Ryssland                    | 56,412                                       |
| Damernas KL3  | Helene Ripa Sverige              | 53.671   | Amanda Reynolds Australien                   | 53.881                                       | Mihaela Lulea Rumänien                       | 54.826                                       |
| Damernas VL1  | Monika Seryu Japan               | 1.14,942 | ingen tilldelad då det endast var 1 tävlande | ingen tilldelad då det endast var 1 tävlande | ingen tilldelad då det endast var 1 tävlande | ingen tilldelad då det endast var 1 tävlande |
| Damernas VL2  | Emma Wiggs Storbritannien        | 57,766   | Jeanette Chippington Storbritannien          | 1.00,491                                     | Maria Nikiforova Ryssland                    | 1.00,546                                     |
| Damernas VL3  | Larisa Volik Ryssland            | 1.06,262 | Nataliia Lagutenko Ukraina                   | 1.06,397                                     | Charlotte Henshaw Storbritannien             | 1.06,407                                     |